# Зонтгофен
Зонтгофен (нім. Sonthofen) — місто в Німеччині, знаходиться в землі Баварія. Підпорядковується адміністративному округу Швабія. Входить до складу району Оберальгой.
Площа — 20,982 км2. Населення становить 21 517 ос. (станом на 31 грудня 2020).